# Oscar/Bester internationaler Film
Eine Chronologie der Oscars für den besten internationalen Film (bis 2019 bester fremdsprachiger Film, Best Foreign Language Film of the Year, seit der Oscarverleihung 2020 Best International Feature Film).

## Historisches
Von 1948 bis 1956 wurde dieser Oscar als Spezialpreis beziehungsweise Ehrenoscar verliehen, erst ab 1957 wurde der Preisträger durch die Mitglieder der Academy aus einer Auswahl von fünf nominierten Filmen analog zu den anderen Kategorien gewählt. Der Oscar für den besten fremdsprachigen Film zeichnet seit seiner Entstehung keine bestimmte Person aus, sondern geht an den zu ehrenden Film. Der Regisseur gewinnt persönlich keinen Oscar, nimmt diesen aber stellvertretend während der Preisverleihung in Empfang.

## Organisation
Die Wahl des deutschen Oscar-Films wird von der German Films Service + Marketing GmbH (vormals Export-Union des Deutschen Films) organisiert, die verschiedene Berufsverbände (Regisseure, Produzenten, Filmkritiker etc.) und Institutionen (z. B. die Deutsche Filmakademie) dazu aufruft, Vertreter für eine neunköpfige Jury zu benennen, welche letztlich den Oscarbeitrag bestimmt. In Österreich wird eine Jury vom Fachverband der Film- und Musikindustrie zur Auswahl eines Oscarkandidaten eingesetzt, in der Schweiz übernimmt eine Expertengruppe im Auftrag des Bundesamts für Kultur diese Aufgabe.
Nach der Nicht-Berücksichtigung des hochgelobten rumänischen Dramas 4 Monate, 3 Wochen und 2 Tage gab die Academy of Motion Picture Arts and Sciences (AMPAS) am 19. Juni 2008 eine Änderung ihrer Auswahlrichtlinien bekannt. So werden nur noch sechs der neun ausländischen Produktionen von einem aus AMPAS-Mitgliedern bestehenden Freiwilligen-Komitee ausgewählt, die nur ein Minimum der eingereichten Beiträge sehen müssen. Die übrigen drei Bewerber werden von einem zwanzig Mitglieder zählenden Gremium für fremdsprachige Filme, dem Foreign Language Film Award Executive Committee ausgewählt.
Die Filme sind nach dem Jahr der Verleihung aufgeführt. So hat beispielsweise der Film Parasite 2020 den Oscar bekommen, erschien aber 2019.
| Am häufigsten honoriertes Land           | Italien (14 Siege)            |
| Am häufigsten nominiertes Land           | Frankreich (39 Nominierungen) |
| Am häufigsten nominiertes Land ohne Sieg | Israel (10 Nominierungen)     |

Am häufigsten wurden Filme der italienischen Regisseure Federico Fellini und Vittorio De Sica (je vier Siege) ausgezeichnet. Ebenfalls auf vier Nominierungen kamen Werke von José Luis Garci, István Szabó, Mario Monicelli, Ettore Scola und Andrzej Wajda, wobei die Filme der drei letztgenannten Regisseure niemals mit dem Oscar für den besten fremdsprachigen Film ausgezeichnet wurden.

## Liste

### Oscar für den besten fremdsprachigen Film (1948–2019)
Von 1948 bis 1950 wurde der Oscar als Spezialpreis und von 1951 bis 1956 als Ehrenoscar vergeben. Diese Auszeichnungen werden offiziell anerkannt und in die Gesamtzahl der verliehenen Oscars mit einbezogen. Seit 1957 wird der Preis als regulärer Oscar verliehen.

#### 1948–1959
| Jahr | Preisträger (Originaltitel)                                       | Regie                           | Notiz/Nominierungen |
| ---- | ----------------------------------------------------------------- | ------------------------------- | --- |
| 1948 | Schuhputzer (Sciuscià) Italien                                    | Vittorio De Sica                | Spezialpreis für „Die hohe Qualität dieses Films, der in einem vom Krieg gezeichneten Land zum Leben erweckt wird, ist ein Beweis für die Welt, dass der kreative Geist über Widrigkeiten triumphieren kann.“                                                           |
| 1949 | Monsieur Vincent Frankreich                                       | Maurice Cloche                  | Von den Academy Board of Governors mit dem Spezialpreis als herausragendster fremdsprachiger Film ausgezeichnet, der im Jahr 1948 in den Vereinigten Staaten veröffentlicht wurde.                                                                                      |
| 1950 | Fahrraddiebe (Ladri di biciclette) Italien                        | Vittorio De Sica                | Von den Academy Board of Governors mit dem Spezialpreis als herausragendster fremdsprachiger Film ausgezeichnet, der im Jahr 1949 in den Vereinigten Staaten veröffentlicht wurde.                                                                                      |
| 1951 | Die Mauern von Malapaga (Le mura di Malapaga) Frankreich/ Italien | René Clément                    | Von den Academy Board of Governors mit dem Ehrenoscar als herausragendster fremdsprachiger Film ausgezeichnet, der im Jahr 1950 in den Vereinigten Staaten veröffentlicht wurde.                                                                                        |
| 1952 | Rashomon – Das Lustwäldchen (羅生門 Rashōmon) Japan               | Akira Kurosawa                  | Von den Academy Board of Governors mit dem Ehrenoscar als herausragendster fremdsprachiger Film ausgezeichnet, der im Jahr 1951 in den Vereinigten Staaten veröffentlicht wurde.                                                                                        |
| 1953 | Verbotene Spiele (Jeux interdits) Frankreich                      | René Clément                    | Der Film wurde mit dem Ehrenoscar als bester fremdsprachiger Film ausgezeichnet, der im Jahr 1952 erstmals in den Vereinigten Staaten veröffentlicht wurde. |
| 1954 | Der Preis wurde nicht vergeben.                                   | Der Preis wurde nicht vergeben. | Der Preis wurde nicht vergeben. |
| 1955 | Das Höllentor (地獄門 Jigokumon) Japan                            | Teinosuke Kinugasa              | Der Film wurde mit dem Ehrenoscar als bester fremdsprachiger Film ausgezeichnet, der im Jahr 1954 erstmals in den Vereinigten Staaten veröffentlicht wurde. |
| 1956 | Samurai (宮本 武蔵 Miyamoto Musashi) Japan                        | Hiroshi Inagaki                 | Der Film wurde mit dem Ehrenoscar als bester fremdsprachiger Film ausgezeichnet, der im Jahr 1955 erstmals in den Vereinigten Staaten veröffentlicht wurde. |
| 1957 | La Strada – Das Lied der Straße (La Strada) Italien               | Federico Fellini                | Japan für Freunde bis zum letzten (ビルマの竪琴 Biruma no tategoto) von Kon Ichikawa Frankreich für Gervaise von René Clément Deutschland für Der Hauptmann von Köpenick von Helmut Käutner Dänemark für Qivitoq von Erik Balling                                       |
| 1958 | Die Nächte der Cabiria (Le Notti di Cabiria) Italien              | Federico Fellini                | Indien für Bharat Mata (भारत माता) von Mehboob Khan Frankreich für Die Mausefalle (Porte des Lilas) von René Clair Deutschland für Nachts, wenn der Teufel kam von Robert Siodmak Norwegen für Soweit die Kräfte reichen (Ni liv) von Arne Skouen                          |
| 1959 | Mein Onkel (Mon oncle) Frankreich                                 | Jacques Tati                    | Italien für Diebe haben’s schwer (I soliti ignoti) von Mario Monicelli Deutschland für Helden von Franz Peter Wirth Spanien für Die Rache (La venganza) von Juan Antonio Bardem Jugoslawien für Straße der Leidenschaft (Cesta duga godinu dana) von Giuseppe De Santis |

#### 1960–1969
| Jahr | Preisträger (Originaltitel)                                        | Regie                  | Nominierungen |
| ---- | ------------------------------------------------------------------ | ---------------------- | --- |
| 1960 | Orfeu Negro Frankreich                                             | Marcel Camus           | Deutschland für Die Brücke von Bernhard Wicki Niederlande für Das Dorf am Fluß (Dorp aan de rivier) von Fons Rademakers Italien für Man nannte es den großen Krieg (La Grande Guerra) von Mario Monicelli Dänemark für Pao aus dem Dschungel (Paw) von Astrid Henning-Jensen                                                                                |
| 1961 | Die Jungfrauenquelle (Jungfrukällan) Schweden                      | Ingmar Bergman         | Italien für Kapò von Gillo Pontecorvo Mexiko für Macario von Roberto Gavaldón Jugoslawien für Der neunte Kreis (Deveti krug) von France Štiglic Frankreich für Die Wahrheit (La Verité) von Henri-Georges Clouzot |
| 1962 | Wie in einem Spiegel (Såsom i en spegel) Schweden                  | Ingmar Bergman         | Mexiko für Ánimas Trujano (El hombre importante) von Ismael Rodríguez Japan für Eine unsterbliche Liebe (Eien no hito) von Keisuke Kinoshita Dänemark für Harry und sein Kammerdiener (Harry og kammertjeneren) von Bent Christensen Spanien für Plácido von Luis García Berlanga                                                                           |
| 1963 | Sonntage mit Sybill (Les Dimanches de Ville d’Avray) Frankreich    | Serge Bourguignon      | Griechenland für Elektra (Ηλέκτρα Ilektra) von Michael Cacoyannis Brasilien für Fünfzig Stufen zur Gerechtigkeit (O pagador de promessas) von Anselmo Duarte Italien für Die vier Tage von Neapel (Le quattro giornate di Napoli) von Nanni Loy Mexiko für Das Wunder von Tlayucan (Tlayucan) von Luis Alcoriza                                             |
| 1964 | Achteinhalb (8½) Italien                                           | Federico Fellini       | Japan für Koto (琴 Koto) von Noboru Nakamura Polen für Das Messer im Wasser (Nóż w wodzie) von Roman Polański Griechenland für Die roten Laternen (Τα κόκκινα φανάρια Ta Kokkina fanaria) von Vasilis Georgiadis Spanien für Los Tarantos von Francisco Rovira Beleta                                                                                       |
| 1965 | Gestern, heute und morgen (Ieri, oggi, domani) Italien             | Vittorio De Sica       | Japan für Die Frau in den Dünen (1964) (砂の女 Suna no onna) von Hiroshi Teshigahara Schweden für Das Rabenviertel (Kvarteret korpen) von Bo Widerberg<>Frankreich für Die Regenschirme von Cherbourg (Les parapluies de Cherbourg) von Jacques Demy Israel für Sallah – oder: Tausche Tochter gegen Wohnung (סאלח שבתי Sallah Shabbati) von Ephraim Kishon |
| 1966 | Das Geschäft in der Hauptstraße (Obchod na korze) Tschechoslowakei | Ján Kadár & Elmar Klos | Griechenland für Blutendes Land (Το χώμα βάφτηκε κόκκινο To chóma váftike kókkino) von Vasilis Georgiadis Italien für Hochzeit auf italienisch (Matrimonio all'italiana) von Vittorio De Sica Japan für Kwaidan (怪談 Kaidan) von Masaki Kobayashi Schweden für Lieber John (Käre John) von Lars-Magnus Lindgren                                            |
| 1967 | Ein Mann und eine Frau (Un homme et une femme) Frankreich          | Claude Lelouch         | Tschechoslowakei für Die Liebe einer Blondine (Lásky jedné plavovlásky) von Miloš Forman Polen für Pharao (Faraon) von Jerzy Kawalerowicz Italien für Schlacht um Algier (La battaglia di Algeri) von Gillo Pontecorvo Jugoslawien für Drei (Tri) von Aleksandar Petrović                                                                                   |
| 1968 | Liebe nach Fahrplan (Ostře sledované vlaky) Tschechoslowakei       | Jiří Menzel            | Spanien für El amor brujo von Francisco Rovira Beleta Japan für Chieko-shō (智恵子抄) von Noboru Nakamura Jugoslawien für Ich traf sogar glückliche Zigeuner (Skupljači perja) von Aleksandar Petrović Frankreich für Lebe das Leben (Vivre pour vivre) von Claude Lelouch                                                                                  |
| 1969 | Krieg und Frieden (Война и мир Woina i mir) Sowjetunion            | Sergei Bondartschuk    | Tschechoslowakei für Der Feuerwehrball (Hoří, má panenko) von Miloš Forman Frankreich für Geraubte Küsse (Baisers volés) von François Truffaut Ungarn für Jungs aus der Paulstraße (A Pál-utcai fiúk) von Zoltán Fábri Italien für Mit Pistolen fängt man keine Männer (La ragazza con la pistola) von Mario Monicelli                                      |

#### 1970–1979
| Jahr | Preisträger (Originaltitel)                                                                                                   | Regie               | Nominierungen |
| ---- | --- | ------------------- | --- |
| 1970 | Z – Anatomie eines politischen Mordes (Z) Algerien                                                                            | Costa-Gavras        | Schweden für Adalen 31 (Ådalen '31) von Bo Widerberg Sowjetunion für Die Brüder Karamasow (Братья Карамазовы Bratja Karamasowy) von Iwan Pyrjew, Kirill Lawrow und Michail Uljanow Frankreich für Meine Nacht bei Maud (Ma nuit chez Maud) von Éric Rohmer Jugoslawien für Die Schlacht an der Neretva (Bitka na Neretvi) von Veljko Bulajić |
| 1971 | Ermittlungen gegen einen über jeden Verdacht erhabenen Bürger (Indagine su un cittadino al di sopra di ogni sospetto) Italien | Elio Petri          | Schweiz für Erste Liebe von Maximilian Schell Frankreich für Hoa-Binh von Raoul Coutard Belgien für Paix sur les champs von Jacques Boigelot Spanien für Tristana von Luis Buñuel |
| 1972 | Der Garten der Finzi Contini (Il Giardino dei Finzi-Contini) Italien                                                          | Vittorio De Sica    | Schweden für Emigranten (Utvandrarna) von Jan Troell Japan für Dodeskaden – Menschen im Abseits (どですかでん Dō desu ka den) von Akira Kurosawa Israel für Schlaf gut, Wachtmeister! (השוטר אזולאי) von Ephraim Kishon Sowjetunion für Tschaikowski (Чайковский Tschaikowski) von Igor Talankin                                             |
| 1973 | Der diskrete Charme der Bourgeoisie (Le Charme discret de la bourgeoisie) Frankreich                                          | Luis Buñuel         | Israel für Ani Ohev Otach Rosa (אני אוהב אותך רוזה) von Moshé Mizrahi Sowjetunion für Im Morgengrauen ist es noch still (А зори здесь тихие A sori sdes tichije) von Stanislaw Rostozki Spanien für Mein geliebtes Fräulein (Mi querida señorita) von Jaime de Armiñán Schweden für Das neue Land (Nybyggarna) von Jan Troell                |
| 1974 | Die amerikanische Nacht (La Nuit américaine) Frankreich                                                                       | François Truffaut   | Schweiz für Die Einladung (L’Invitation) von Claude Goretta Deutschland für Der Fußgänger von Maximilian Schell Israel für Das Haus in der dritten Straße (הבית ברחוב שלוש Ha-Bayit Berechov Chelouche) von Moshé Mizrahi Niederlande für Türkische Früchte (Turks fruit) von Paul Verhoeven                                                 |
| 1975 | Amarcord Italien | Federico Fellini    | Frankreich für Lacombe, Lucien (Lacombe Lucien) von Louis Malle Ungarn für Macskajáték von Károly Makk Polen für Sintflut (Potop) von Jerzy Hoffman Argentinien für Der Waffenstillstand (La tregua) von Sergio Renán |
| 1976 | Uzala, der Kirgise (Дерсу Узала Dersu Usala) Sowjetunion                                                                      | Akira Kurosawa      | Mexiko für Actas de Marusia von Miguel Littín Italien für Der Duft der Frauen (Profumo di donna) von Dino Risi Polen für Das gelobte Land (Ziemia obiecana) von Andrzej Wajda Japan für Sandakan, Haus Nr. 8 (サンダカン八番娼館 望郷 Sandakan hachibanshokan bohkyo) von Kei Kumai                                                          |
| 1977 | Sehnsucht nach Afrika (Noirs et blancs en couleur) Côte d’Ivoire (Elfenbeinküste)                                             | Jean-Jacques Annaud | Frankreich für Cousin, Cousine (Cousin, cousine) von Jean-Charles Tacchella DDR für Jakob der Lügner von Frank Beyer Polen für Nächte und Tage (Noce i dnie) von Jerzy Antczak Italien für Sieben Schönheiten (Pasqualino Settebellezze) von Lina Wertmüller                                                                                 |
| 1978 | Madame Rosa (La Vie devant soi) Frankreich                                                                                    | Moshé Mizrahi       | Italien für Ein besonderer Tag (Una Giornata particolare) von Ettore Scola Spanien für Dieses obskure Objekt der Begierde (Cet obscur objet du désir) von Luis Buñuel Griechenland für Iphigenie (Ιφιγένεια Ifigeneia) von Michael Cacoyannis Israel für Operation Thunderbolt (מבצע יונתן Mivtsa Yonatan) von Menahem Golan                 |
| 1979 | Frau zu verschenken (Préparez vos mouchoirs) Frankreich                                                                       | Bertrand Blier      | Deutschland für Die gläserne Zelle von Hans W. Geißendörfer Ungarn für Die Ungarn (Magyarok) von Zoltán Fábri Italien für Viva Italia (I nuovi mostri) von Mario Monicelli, Dino Risi und Ettore Scola Sowjetunion für Weißer Bim Schwarzohr (Белый Бим Чёрное ухо Belyy Bim – Tschjornoje ucho) von Stanislaw Rostozki                      |

#### 1980–1989
| Jahr | Preisträger (Originaltitel)                                                                | Regie              | Nominierungen |
| ---- | ------------------------------------------------------------------------------------------ | ------------------ | --- |
| 1980 | Die Blechtrommel Deutschland                                                               | Volker Schlöndorff | Frankreich für Eine einfache Geschichte (Une histoire simple) von Claude Sautet Polen für Die Mädchen von Wilko (Panny z Wilka) von Andrzej Wajda Spanien für Mama wird 100 Jahre alt (Mamá cumple cien años) von Carlos Saura Italien für Vergiß Venedig (Dimenticare Venezia) von Franco Brusati                                            |
| 1981 | Moskau glaubt den Tränen nicht (Москва слезам не верит Moskwa slesam ne werit) Sowjetunion | Wladimir Menschow  | Japan für Kagemusha – Der Schatten des Kriegers (影武者 Kagemusha) von Akira Kurosawa Frankreich für Die letzte Metro (Le Dernier métro) von François Truffaut Spanien für Eine unmögliche Liebe (El nido) von Jaime de Armiñán Ungarn für Zimmer ohne Ausgang (Bizalom) von István Szabó                                                     |
| 1982 | Mephisto Ungarn                                                                            | István Szabó       | Schweiz für Das Boot ist voll von Markus Imhoof Italien für Drei Brüder (Tre fratelli) von Francesco Rosi Polen für Der Mann aus Eisen (Człowiek z żelaza) von Andrzej Wajda Japan für Schmutziger Fluß (泥の河 Doro no kawa) von Kōhei Oguri                                                                                                 |
| 1983 | Volver a empezar Spanien                                                                   | José Luis Garci    | Nicaragua für Alsino und der Condor (Alsino y el cóndor) von Miguel Littín Schweden für Der Flug des Adlers (Ingenjör Andrées luftfärd) von Jan Troell Sowjetunion für Ein Privatleben (Частная жизнь Tschastnaja schisn) von Juli Raisman Frankreich für Der Saustall (Coup de Torchon) von Bertrand Tavernier                               |
| 1984 | Fanny und Alexander (Fanny och Alexander) Schweden                                         | Ingmar Bergman     | Algerien für Le Bal – Der Tanzpalast (Le Bal) von Ettore Scola Spanien für Carmen von Carlos Saura Frankreich für Entre Nous – Träume von Zärtlichkeit (Coup de foudre) von Diane Kurys Ungarn für Hiobs Revolte (Jób lázadása) von Imre Gyöngyössy und Barna Kabay                                                                           |
| 1985 | Gefährliche Züge (La Diagonale du fou) Schweiz                                             | Richard Dembo      | Argentinien für Camila – Das Mädchen und der Priester (Camila) von María Luisa Bemberg Sowjetunion für Frontromanze (Военно-полевой роман Wojenno-polewoj roman) von Pjotr Todorowski Israel für Jenseits der Mauern (מאחורי הסורגים Me'Ahorei Hasoragim) von Uri Barbash Spanien für Sesión continua von José Luis Garci                     |
| 1986 | Die offizielle Geschichte (La historia oficial) Argentinien                                | Luis Puenzo        | Deutschland für Bittere Ernte von Agnieszka Holland Frankreich für Drei Männer und ein Baby (Trois hommes et un couffin) von Coline Serreau Ungarn für Oberst Redl (Redl ezredes) von István Szabó Jugoslawien für Papa ist auf Dienstreise (Otac na službenom putu) von Emir Kusturica                                                       |
| 1987 | Der Anschlag (De Aanslag) Niederlande                                                      | Fons Rademakers    | Österreich für 38 – Auch das war Wien von Wolfgang Glück Frankreich für Betty Blue – 37,2 Grad am Morgen (37°2 le matin) von Jean-Jacques Beineix Tschechoslowakei für Heimat, süße Heimat (Vesničko má středisková) von Jiří Menzel Kanada für Der Untergang des amerikanischen Imperiums (Le Déclin de l’empire américain) von Denys Arcand |
| 1988 | Babettes Fest (Babettes gæstebud) Dänemark                                                 | Gabriel Axel       | Spanien für Asignatura aprobada von José Luis Garci Frankreich für Auf Wiedersehen, Kinder (Au revoir les enfants) von Louis Malle Italien für Die Familie (La famiglia) von Ettore Scola Norwegen für Pathfinder (Ofelaš) von Nils Gaup |
| 1989 | Pelle, der Eroberer (Pelle erobreren) Dänemark                                             | Bille August       | Spanien für Frauen am Rande des Nervenzusammenbruchs (Mujeres al borde de un ataque de nervios) von Pedro Almodóvar Ungarn für Hanussen (Profeta) von István Szabó Belgien für Maestro (Le maître de musique) von Gérard Corbiau Indien für Salaam Bombay! von Mira Nair                                                                      |

#### 1990–1999
| Jahr | Preisträger (Originaltitel)                                                   | Regie               | Nominierungen |
| ---- | ----------------------------------------------------------------------------- | ------------------- | --- |
| 1990 | Cinema Paradiso (Nuovo cinema Paradiso) Italien                               | Giuseppe Tornatore  | Frankreich für Camille Claudel von Bruno Nuytten Puerto Rico für Don Santiagos späte Liebe (Lo que le pasó a Santiago) von Jacobo Morales Kanada für Jesus von Montreal (Jésus de Montréal) von Denys Arcand Dänemark für Tanzen mit Regitze (Dansen med Regitze) von Kaspar Rostrup |
| 1991 | Reise der Hoffnung Schweiz                                                    | Xavier Koller       | Frankreich für Cyrano von Bergerac (Cyrano de Bergerac) von Jean-Paul Rappeneau Britisch-Hongkong für Judou (菊豆 Ju Dou) von Zhang Yimou Italien für Offene Türen (Porte aperte) von Gianni Amelio Deutschland für Das schreckliche Mädchen von Michael Verhoeven |
| 1992 | Mediterraneo Italien                                                          | Gabriele Salvatores | Island für Children of Nature – Eine Reise (Börn náttúrunnar) von Friðrik Þór Friðriksson Schweden für Der Ochse (Oxen) von Sven Nykvist Britisch-Hongkong für Rote Laterne (Da hong deng long gao gao gua) von Zhang Yimou Tschechoslowakei für Die Volksschule (Obecná škola) von Jan Svěrák |
| 1993 | Indochine Frankreich                                                          | Régis Wargnier      | Belgien für Priester der Entrechteten von Stijn Coninx Deutschland für Schtonk! von Helmut Dietl Russland für Urga (Урга — территория любви, Urga — territorija ljubwi) von Nikita Michalkow Uruguay für Ein Ort auf dieser Welt (Un lugar en el mundo) von Adolfo Aristarain — Film wurde disqualifiziert                                                                                                 |
| 1994 | Belle Epoque (Belle epoque) Spanien                                           | Fernando Trueba     | Vietnam für Der Duft der grünen Papaya (Mùi đu đủ xanh) von Trần Anh Hùng Vereinigtes Königreich für Hedd Wyn von Paul Turner Taiwan für Das Hochzeitsbankett (喜宴 Xǐyàn) von Ang Lee Britisch-Hongkong für Lebewohl, meine Konkubine (霸王別姬 Bàwáng Bié Jī) von Chen Kaige |
| 1995 | Die Sonne, die uns täuscht (Утомлённые солнцем Utomlyonnye solntsem) Russland | Nikita Michalkow    | Taiwan für Eat Drink Man Woman (飲食男女 yǐn shí nán nǚ) von Ang Lee Kuba für Erdbeer und Schokolade (Fresa y chocolate) von Tomás Gutiérrez Alea und Juan Carlos Tabío Belgien für Farinelli, der Kastrat von Gérard Corbiau Mazedonien für Vor dem Regen (Pred dozhdot) von Milčo Mančevski |
| 1996 | Antonias Welt (Antonia) Niederlande                                           | Marleen Gorris      | Algerien für Die Kinder von Saigon (Poussières de vie) von Rachid Bouchareb Italien für Der Mann, der die Sterne macht (L’uomo delle stelle) von Giuseppe Tornatore Brasilien für O Quatrilho von Fábio Barreto Schweden für Schön ist die Jugendzeit (Lust och fägring stor) von Bo Widerberg |
| 1997 | Kolya (Kolja) Tschechien                                                      | Jan Svěrák          | Georgien für 1001 Rezepte eines verliebten Kochs (შეყვარებული კულინარის 1001 რეცეპტი Shekvarebuli kulinaris ataserti retsepti) von Nana Dschordschadse Russland für Gefangen im Kaukasus (Кавказский пленник Kawkasski plennik) von Sergei Bodrow Frankreich für Ridicule – Von der Lächerlichkeit des Scheins (Ridicule) von Patrice Leconte Norwegen für Sonntagsengel (Søndagsengler) von Berit Nesheim |
| 1998 | Karakter Niederlande                                                          | Mike van Diem       | Russland für Der Dieb (Вор Vor) von Pawel Tschuchrai Spanien für Geheimnisse des Herzens (Secretos del corazón) von Montxo Armendáriz Deutschland für Jenseits der Stille von Caroline Link Brasilien für Vier Tage im September (O Que É Isso, Companheiro?) von Bruno Barreto |
| 1999 | Das Leben ist schön (La vita è bella) Italien                                 | Roberto Benigni     | Spanien für El abuelo von José Luis Garci Brasilien für Central Station (Central do Brasil) von Walter Salles Iran für Kinder des Himmels (بچه‌های آسمان Batscheha-ye aseman) von Majid Majidi Argentinien für Tango von Carlos Saura |

#### 2000–2009
| Jahr | Preisträger (Originaltitel)                                  | Regie                            | Nominierungen |
| ---- | ------------------------------------------------------------ | -------------------------------- | --- |
| 2000 | Alles über meine Mutter (Todo sobre mi madre) Spanien        | Pedro Almodóvar                  | Frankreich für Est-Ouest – Eine Liebe in Russland (Est-Ouest) von Régis Wargnier Schweden für Das Glück kommt morgen (Under solen) von Colin Nutley Nepal für Himalaya – Die Kindheit eines Karawanenführers (Himalaya – l’enfance d’un chef) von Éric Valli Vereinigtes Königreich für Salomon und Gaenor (Solomon and Gaenor) von Paul Morrison |
| 2001 | Tiger and Dragon (臥虎藏龍 Wo hu cang long) Taiwan           | Ang Lee                          | Mexiko für Amores Perros von Alejandro González Iñárritu Belgien für Jeder ist ein Star! (Iedereen beroemd) von Dominique Deruddere Frankreich für Lust auf Anderes (Le Goût des autres) von Agnès Jaoui Tschechien für Wir müssen zusammenhalten (Musíme si pomáhat) von Jan Hřebejk                                                             |
| 2002 | No Man’s Land (Ničija zemlja) Bosnien und Herzegowina        | Danis Tanović                    | Norwegen für Elling von Petter Næss Frankreich für Die fabelhafte Welt der Amélie (Le Fabuleux destin d’Amélie Poulain) von Jean-Pierre Jeunet Indien für Lagaan – Es war einmal in Indien (Lagaan) von Ashutosh Gowariker Argentinien für Der Sohn der Braut (El Hijo de la novia) von Juan José Campanella                                      |
| 2003 | Nirgendwo in Afrika Deutschland                              | Caroline Link                    | Niederlande für Drei Furien & ein warmer Bruder (Zus & zo) von Paula van der Oest China für Hero (英雄 Ying xiong) von Zhang Yimou Finnland für Der Mann ohne Vergangenheit (Mies vailla menneisyyttä) von Aki Kaurismäki Mexiko für Die Versuchung des Padre Amaro (El crimen del padre Amaro) von Carlos Carrera                                |
| 2004 | Die Invasion der Barbaren (Les invasions barbares) Kanada    | Denys Arcand                     | Schweden für Evil (Ondskan) von Mikael Håfström Japan für Samurai der Dämmerung (たそがれ清兵衛 Tasogare Seibei) von Yōji Yamada Tschechien für Zelary von Ondřej Trojan Niederlande für Die Zwillinge (De Tweeling) von Ben Sombogaart |
| 2005 | Das Meer in mir (Mar adentro) Spanien                        | Alejandro Amenábar               | Frankreich für Die Kinder des Monsieur Mathieu (Les choristes) von Christophe Barratier Deutschland für Der Untergang von Oliver Hirschbiegel Schweden für Wie im Himmel (Så som i himmelen) von Kay Pollak Südafrika für Eine Frau namens Yesterday (Yesterday) von Darrell Roodt                                                                |
| 2006 | Tsotsi Südafrika                                             | Gavin Hood                       | Italien für La bestia nel cuore von Cristina Comencini Frankreich für Merry Christmas (Joyeux Noël) von Christian Carion Palästina für Paradise Now (الجنة الآن al-Dschanna al-ān) von Hany Abu-Assad Deutschland für Sophie Scholl – Die letzten Tage von Marc Rothemund                                                                         |
| 2007 | Das Leben der Anderen Deutschland                            | Florian Henckel von Donnersmarck | Dänemark für Nach der Hochzeit (Efter brylluppet) von Susanne Bier Mexiko für Pans Labyrinth (El Laberinto del Fauno) von Guillermo del Toro Algerien für Tage des Ruhms (Indigènes) von Rachid Bouchareb Kanada für Water (वाटर) von Deepa Mehta                                                                                                  |
| 2008 | Die Fälscher Österreich                                      | Stefan Ruzowitzky                | Russland für 12 von Nikita Michalkow Israel für Beaufort (בופור) von Joseph Cedar Polen für Das Massaker von Katyn (Katyń) von Andrzej Wajda Kasachstan für Der Mongole (Mongol) von Sergei Bodrow |
| 2009 | Nokan – Die Kunst des Ausklangs (おくりびと Okuribito) Japan | Yōjirō Takita                    | Deutschland für Der Baader Meinhof Komplex von Uli Edel Frankreich für Die Klasse (Entre les murs) von Laurent Cantet Österreich für Revanche von Götz Spielmann Israel für Waltz with Bashir (ואלס עם באשיר, Vals Im Bashir) von Ari Folman |

#### 2010–2019
| Jahr | Preisträger (Originaltitel)                                                        | Regie                | Nominierungen |
| ---- | ---------------------------------------------------------------------------------- | -------------------- | --- |
| 2010 | In ihren Augen (El secreto de sus ojos) Argentinien                                | Juan José Campanella | Israel für Ajami von Scandar Copti und Yaron Shani Deutschland für Das weiße Band – Eine deutsche Kindergeschichte von Michael Haneke Frankreich für Ein Prophet (Un prophète) von Jacques Audiard Peru für Eine Perle Ewigkeit (La teta asustada) von Claudia Llosa                                                                  |
| 2011 | In einer besseren Welt (Hævnen) Dänemark                                           | Susanne Bier         | Mexiko für Biutiful von Alejandro González Iñárritu Griechenland für Dogtooth (Κυνόδοντας Kynodontas) von Giorgos Lanthimos Kanada für Die Frau, die singt (Incendies) von Denis Villeneuve Algerien für Hors-la-loi von Rachid Bouchareb                                                                                             |
| 2012 | Nader und Simin – Eine Trennung (جدایی نادر از سیمین Jodai-ye Nader az Simin) Iran | Asghar Farhadi       | Belgien für Bullhead (Rundskop) von Michaël R. Roskam Israel für Hearat Shulayim (הערת שוליים) von Joseph Cedar Polen für In Darkness (W ciemności) von Agnieszka Holland Kanada für Monsieur Lazhar von Philippe Falardeau |
| 2013 | Liebe (Amour) Österreich                                                           | Michael Haneke       | Norwegen für Kon-Tiki von Joachim Rønning und Espen Sandberg Chile für No! von Pablo Larraín Dänemark für Die Königin und der Leibarzt (En kongelig affære) von Nikolaj Arcel Kanada für Die Rebellin von Kim Nguyen |
| 2014 | La Grande Bellezza – Die große Schönheit (La grande bellezza) Italien              | Paolo Sorrentino     | Belgien für The Broken Circle (The Broken Circle Breakdown) von Felix Van Groeningen Kambodscha für Das fehlende Bild (L’image manquante) von Rithy Panh Dänemark für Die Jagd (Jagten) von Thomas Vinterberg Palästina für Omar von Hany Abu-Assad                                                                                   |
| 2015 | Ida Polen                                                                          | Paweł Pawlikowski    | Russland für Leviathan (Leviafan) von Andrei Swjaginzew Estland für Tangerines (Mandariinid) von Sasa Uruschadse Mauretanien für Timbuktu von Abderrahmane Sissako Argentinien für Wild Tales – Jeder dreht mal durch! (Relatos salvajes) von Damián Szifron                                                                          |
| 2016 | Son of Saul (Saul fia) Ungarn                                                      | László Nemes Jeles   | Kolumbien für Der Schamane und die Schlange – Eine Reise auf dem Amazonas (El abrazo de la serpiente) von Ciro Guerra Frankreich für Mustang von Deniz Gamze Ergüven Jordanien für Theeb von Naji Abu Nowar Dänemark für A War (Krigen) von Tobias Lindholm                                                                           |
| 2017 | The Salesman (فروشنده Foruschande) Iran                                            | Asghar Farhadi       | Schweden für Ein Mann namens Ove (En man som heter Ove) von Hannes Holm Australien für Tanna – Eine verbotene Liebe (Tanna) von Bentley Dean und Martin Butler Deutschland für Toni Erdmann von Maren Ade Dänemark für Unter dem Sand – Das Versprechen der Freiheit (Under sandet) von Martin Zandvliet                              |
| 2018 | Eine fantastische Frau (Una mujer fantástica) Chile                                | Sebastián Lelio      | Libanon für Der Affront (قضية رقم ٢٣ / The Insult) von Ziad Doueiri Russland für Loveless (Нелюбовь) von Andrei Swjaginzew Ungarn für Körper und Seele (Testről és lélekről) von Ildikó Enyedi Schweden für The Square von Ruben Östlund                                                                                              |
| 2019 | Roma Mexiko                                                                        | Alfonso Cuarón       | Libanon für Capernaum – Stadt der Hoffnung (کفرناحوم / Capharnaüm) von Nadine Labaki Polen für Cold War – Der Breitengrad der Liebe (Zimna wojna) von Paweł Pawlikowski Japan für Shoplifters – Familienbande (万引き家族 / Manbiki kazoku) von Hirokazu Koreeda Deutschland für Werk ohne Autor von Florian Henckel von Donnersmarck |

### Oscar für den besten internationalen Film (seit 2020)

#### 2020–2029
| Jahr | Preisträger (Originaltitel)                                | Regie             | Nominierungen |
| ---- | ---------------------------------------------------------- | ----------------- | --- |
| 2020 | Parasite (기생충 / Gisaengchung) Südkorea                  | Bong Joon-ho      | Polen für Corpus Christi (Boże Ciało) von Jan Komasa Nordmazedonien für Land des Honigs (Медена земја / Medena zemja) von Tamara Kotevska und Ljubomir Stefanov Frankreich für Die Wütenden – Les Misérables (Les Misérables) von Ladj Ly Spanien für Leid und Herrlichkeit (Dolor y gloria) von Pedro Almodóvar |
| 2021 | Der Rausch (Druk) Dänemark                                 | Thomas Vinterberg | Hongkong für Better Days (少年的你, Shàonián de nǐ) von Derek Tsang Rumänien für Kollektiv – Korruption tötet (Colectiv) von Alexander Nanau Tunesien für Der Mann, der seine Haut verkaufte (The Man Who Sold His Skin) von Kaouther Ben Hania Bosnien und Herzegowina für Quo Vadis, Aida? von Jasmila Žbanić  |
| 2022 | Drive My Car (ドライブ・マイ・カー / Doraibu mai kā) Japan | Ryūsuke Hamaguchi | Dänemark für Flee von Jonas Poher Rasmussen Italien für The Hand of God (È stata la mano di Dio) von Paolo Sorrentino Bhutan für Lunana – Das Glück liegt im Himalaya (লুনানা) von Pawo Choyning Dorji Norwegen für Der schlimmste Mensch der Welt (Verdens verste menneske) für Joachim Trier                      |
| 2023 | Im Westen nichts Neues Deutschland                         | Edward Berger     | Argentinien für Argentinien, 1985 – Nie wieder (Argentina, 1985) von Santiago Mitre Belgien für Close von Lukas Dhont Polen für EO (IO) von Jerzy Skolimowski Irland für The Quiet Girl (An Cailín Ciúin) von Colm Bairéad                                                                                       |
| 2024 | The Zone of Interest Vereinigtes Königreich                | Jonathan Glazer   | Deutschland für Das Lehrerzimmer von İlker Çatak Italien für Io capitano von Matteo Garrone Japan für Perfect Days von Wim Wenders Spanien für Die Schneegesellschaft (La sociedad de la nieve) von J. A. Bayona                                                                                                 |
| 2025 | Für immer hier (Ainda estou aqui) Brasilien                | Walter Salles     | Frankreich für Emilia Pérez von Jacques Audiard Lettland für Flow von Gints Zilbalodis Dänemark für Das Mädchen mit der Nadel (Pigen med nålen) von Magnus von Horn Deutschland für Die Saat des heiligen Feigenbaums (دانه‌ی انجیر معابد The Seed of the Sacred Fig) von Mohammad Rasulof                        |